# Thaumalea cebennica
Thaumalea cebennica är en tvåvingeart som beskrevs av Vaillant 1977. Thaumalea cebennica ingår i släktet Thaumalea och familjen mätarmyggor.
Artens utbredningsområde är Frankrike. Inga underarter finns listade i Catalogue of Life.